# Hieronyma macrocarpa
L'Hieronyma macrocarpa 
és una espècie de planta a la família Phyllanthaceae, que es va separar recentment de la Euphorbiaceae. Es troba a Colòmbia i a l'Equador.